# Модель рідини
Модель рідини уявна (рос. модель жидкости кажущаяся (расчетная); англ. apparent (design) model of fluid, нім. scheinbares (Berechnungs) flüssigkeitsmodell n ) – уявне (не існуюче в природі) тіло, яким при теоретичному аналізі різноманітних явищ замінюють дійсну (реальну) рідину для спрощення цього аналізу, а також через недостатність даних про задані явища. Уявна модель є звичайно неповною: вона не повністю відображає дійсність, спрощує й схематизує її.